# Kościół św. Józefa w Kuryłówce
Kościół św. Józefa w Kuryłówce – główna świątynia parafii św. Józefa w Tarnawcu.
Zabytkowy rzymskokatolicki kościół parafialny istnieje od co najmniej 1759 roku. Początkowo służył jako kaplica dworska i obsługiwany był przez ojców bożogrobców z Leżajska. Odrębnym kościołem parafialnym został w 1812 roku tj. od chwili uroczystego erygowania przez biskupa przemyskiego księdza Antoniego Gołaszewskiego. W następnych latach kościół był sukcesywnie rozbudowywany. W 1841 roku główną nawę znacznie przedłużono wykorzystując materiały pozyskane z rozbiórki pałacu. Następnie na przełomie XIX i XX wieku dobudowano do niej kruchtę czyli babiniec i dwie kaplice od strony północnej i południowej, zbudowano wówczas także wieżę na sygnaturkę oraz dzwonnicę. Budynek uzyskał plan prostokąta z zamkniętym półkoliście prezbiterium z dwiema bocznymi kaplicami, całość zwieńczono sklepieniem kolebkowym. Ołtarz główny, podobnie jak ambona i prospekt organowy zachowane są w stylu późnobarokowym. Ściany wewnętrzne pokryte zostały polichromią ornamentalno-figuralną, prawdopodobnie przez dziadka Stanisława Wyspiańskiego - Ignacego, w stylu neobarokowym w drugiej połowie XIX wieku. Z 1834 roku pochodzą organy. Obok kościoła dzwonnica z 1903 roku